# Malsfeld
Malsfeld é um município da Alemanha, situado no distrito de Schwalm-Eder, no estado de Hesse. Tem 34,49 km² de área, e sua população em 2019 foi estimada em 3.895 habitantes.